# Casarão da Baronesa de Arary
O Casarão da Baronesa de Arary é um extinto casarão de estilo Neocolonial, construído em 1917 pelo arquiteto Victor Dubugras, para ser a residência de Maria Dalmácia de Lacerda Guimarães, Baronesa de Arary. O casarão se localizava na Avenida Paulista, nº 64 (atualmente nº 1745), na cidade de São Paulo. Atualmente, no local, se encontra o Edifício Baronesa de Arary.

## Arquitetura
O Casarão da Baronesa de Arary foi construído em estilo neocolonial, com três pavimentos de pé-direito alto e um porão no subsolo. Os cômodos, dos pavimentos superiores, saiam para uma sacada que dava para o vão central. O vão central possuía uma cobertura em vitral abobadado. O casarão possuía um elevador, forrado em veludo verde, com porta de grade retrátil.